# Мішель Ленц
Мішель Ленц (люксемб. Michel Lentz; нар. 21 травня 1820, Люксембург, Герцогство Люксембург — пом. 8 вересня 1893, там же) — люксембурзький поет, автор слів до гімну Люксембургу «Ons Hémécht».

## Життєпис
Мішель Ленц народився 21 травня 1820 року в місті Люксембурзі в сім'ї пекаря Жана-П'єра Ленца (люксемб. Jean-Pierre Lentz) і його дружини Маргеріт Спрессе (люксемб. Marguerite Spresser). Закінчивши початкову школу, він продовжив освіту в ліцеї, який закінчив у 1840 hjws, отримавши атестат зрілості. Через рік навчання філології в Брюссельському Вільному університеті він поступив на службу до державного секретаріату.
10 вересня 1851 року Мішель Ленц поєднався шлюбом з Жанною Рейтер (люксемб. Jeanne Reuter). У них було троє дітей: Матильда, Еліза і П'єр Матіс-Едмонд.
Усе життя до виходу на пенсію в 1892 році Мішель Ленц пропрацював на державній службі. До моменту смерті, 8 вересня 1893 року, він майже повністю засліп. 10 вересня 1893 року відбулися офіційні похорони Мішеля Ленца, на яких державний міністр Пауль Ейшен особисто прочитав надгробну промову.

## Твори
Твори Мішеля Ленца — переважно славні, оди і марші пройняті люксембурзьким патріотизмом:
- De Feierwon;
- D'Margréitchen;
- Hämmelsmarsch[de];
- Heemwéi;
- Ons Heemecht (гімн Люксембургу).